# Valentina Tauceri
Valentina Tauceri (Trieste, 20 luglio 1966) è un'ex mezzofondista italiana.

## Biografia
Il suo più importante risultato a livello internazionale fu la medaglia d'oro ai Giochi del Mediterraneo del 1993 nei 3000 metri piani. Nel 1990 si classificò invece settima sulla medesima distanza ai campionati europei di Glasgow. Partecipò anche ai campionati del mondo di atletica leggera di Stoccarda 1993, ma non arrivò a gareggiare in finale.
È stata sei volte campionessa italiana assoluta: due volte nei 1 500 metri piani indoor, una nei 3 000 metri piani all'aperto, una nella staffetta 4 × 800 metri e due nella staffetta 4 × 1500 metri.
Terminata la carriera agonistica si è occupata di patologie ortopedico-traumatologiche, specializzandosi in terapia manuale e riabilitazione sportiva.

## Palmarès
| Anno | Manifestazione          | Sede                   | Evento            | Risultato     | Prestazione | Note |
| ---- | ----------------------- | ---------------------- | ----------------- | ------------- | ----------- | ---- |
| 1988 | Europei indoor          | Budapest               | 1 500 metri piani | 11ª (q)       | 4'19"97     |      |
| 1990 | Mondiali di cross       | Aix-les-Bains          | Cross lungo       | 89ª           | 21'02"      |      |
| 1990 | Europei indoor          | Glasgow                | 3 000 metri piani | 7ª            | 9'11"20     |      |
| 1992 | Mondiali di cross       | Boston                 | Cross lungo       | 59ª           | 22"37       |      |
| 1993 | Giochi del Mediterraneo | Linguadoca-Rossiglione | 3 000 metri piani | Oro           | 9'00"10     |      |
| 1993 | Mondiali                | Stoccarda              | 3 000 metri piani | elim. qualif. | 9'00"20     |      |

## Campionati nazionali
- 2 volte campionessa italiana assoluta dei 1 500 metri indoor (1987, 1988)
- 1 volta campionessa italiana assoluta dei 3 000 metri piani indoor (1993)
- 1 volta campionessa italiana assoluta della staffetta 4 × 800 metri (1992)
- 2 volte campionessa italiana assoluta della staffetta 4 × 1500 metri (1991, 1992)

1986
- Argento ai campionati italiani assoluti, 800 m piani - 2'05"05

1987
- Oro ai campionati italiani assoluti di atletica leggera indoor, 1 500 metri - 4'26"92

1988
- Oro ai campionati italiani assoluti di atletica leggera indoor, 1 500 metri - 4'18"13

1991
- Oro ai campionati italiani assoluti di atletica leggera, staffetta 4 × 1500 metri - 18'15"72

1992
- Oro ai campionati italiani assoluti di atletica leggera, staffetta 4 × 800 metri - 8'27"54
- Oro ai campionati italiani assoluti di atletica leggera, staffetta 4 × 1500 metri - 17'57"13

1993
- Oro ai campionati italiani assoluti di atletica leggera, 3 000 metri piani - 9'08"49

1997
- Bronzo ai campionati italiani assoluti, 5000 m piani - 15'49"08

## Altre competizioni internazionali
1988
- 8ª al Golden Gala ( Verona), 1500 m piani - 4'10"04

1992
- 4ª al DN Galan ( Stoccolma), 1500 m piani - 4'09"93
- 4ª al Golden Gala ( Roma), 1500 m piani - 4'08"54

1993
- 7ª al DN Galan ( Stoccolma), 5000 m piani - 15'35"79
- 7ª ai Bislett Games ( Oslo), 3000 m piani - 8'56"42
- 4ª al Golden Gala ( Roma), 3000 m piani - 8'53"36
- Oro al Cross della Vallagarina ( Villa Lagarina) - 16'02"3

2000
- Oro al Cross della Vallagarina ( Villa Lagarina) - 15'47"3